# Ibn Abdús
Abu-Àmir Àhmad ibn Abdús (àrab: أبو عمر أحمد بن عبدوس, Abū ʿAmir Aḥmad b. ʿAbdūs), més conegut senzillament com a Ibn Abdús, fou visir de Còrdova durant el govern dels jahwàrides, al segle xi. La seva activitat política és pràcticament desconeguda, ja que és conegut únicament per un afer amorós amb Wal·lada bint al-Mustakfí, que estava també en relacions amb el poeta Ibn Zaydun, que el va injuriar a una carta coneguda com Ar-rissala al-hazliyya, signada en nom de Wal·lada, i que va fer que Ibn Abdús trenqués relacions amb Wal·lada. Quan la relació d'aquesta amb el poeta es va refredar i després que Ibn Zaydun anés a Badajoz i Sevilla, Ibn Abdús va recuperar l'amor de la dona, amb la qual va viure fins a la seva mort l'any 472 de l'Hègira (1079/1080).